# Amolterer Heide
Die Amolterer Heide ist ein Naturschutzgebiet im Naturraum Kaiserstuhl in Baden-Württemberg. Es ist mit seinen exponierten, trockenen Hängen mit Halbtrockenrasen das älteste Naturschutzgebiet im Kaiserstuhl.

## Geographie
Das Naturschutzgebiet liegt im nördlichen Kaiserstuhl auf dem Gebiet der Stadt Endingen und oberhalb von Amoltern, einem Ortsteil der Stadt Endingen, im Landkreis Emmendingen. Endingen selbst ist etwa 2 Kilometer entfernt in Richtung Nordosten. Das Gebiet erstreckt sich vom Galgenberg (326,6 m ü. NHN) nach Südosten.

## Steckbrief
Das Gebiet wurde per Verordnung am 20. Oktober 1939 als Naturschutzgebiet ausgewiesen und wird unter der Schutzgebietsnummer 3.026 beim Regierungspräsidium Freiburg geführt. Es hat eine Fläche von 11,2 Hektar und ist in die IUCN-Kategorie IV, ein Biotop- und Artenschutzgebiet, eingeordnet. Die WDPA-ID lautet 81304 und entspricht dem europäischen CDDA-Code und der EUNIS-Nr.

## Geschichte
Die Amolterer Heide ist einer der ältesten Schutzgebiete in Baden-Württemberg und das älteste im Kaiserstuhl. Ursprünglich sollte sie als eine typische, artenreiche Flora und Fauna mit ihrem Trespen-Halbtrockenrasen geschützt werden. Im Zuge von Rebumlegungen und Erweiterungen von Rebflächen kam es zu Nutzungsänderungen, so dass heute ein Großteil der Fläche (ca. 75 %) mit Weinreben versehen ist. Die übrig gebliebenen Wiesen wurden dabei größtenteils in Glatthaferwiesen umgewandelt.

## Geologie
Der Untergrund besteht aus tephritischen Gesteinen (Vulkanit) mit einer dünnen Deckschicht aus Löss.

## Flora und Fauna

### Flora

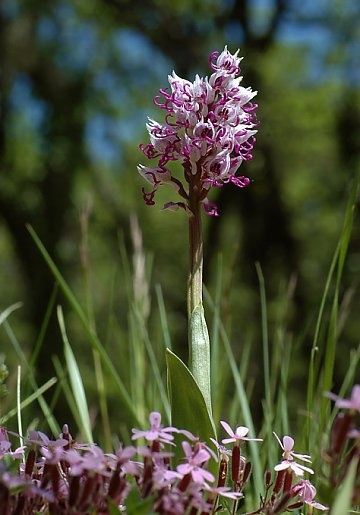
Affen-Knabenkraut (Orchis simia)

Das Schutzgebiet wird dominiert von den Salbei-Glatthaferwiesen mit dem darin wachsenden Knöllchen-Steinbrech und von den Trespen-Halbtrockenrasen, der Lebensraum für die Echte Schlüsselblume und für das Gelbe Sonnenröschen ist. Auf den in der Heide raren Volltrockenrasen gedeiht die Echte Kugelblume, die Gold-Aster, der Feld-Mannstreu und der Schmalblättrige Lein.
Aus der Familie der Orchideen sind das Affen-Knabenkraut, das Brand-Knabenkraut und das Kleine Knabenkraut mit einem bemerkenswerten Aufkommen im Gebiet vertreten, sowie die Gewöhnliche Kuhschelle und der Berg-Klee. An Rändern finden sich die Rispige Graslilie, die Berg-Aster, der Berg-Haarstrang, das Große Windröschen und an den Hängen der Heide die Deutsche Schwertlilie (Iris).

### Fauna

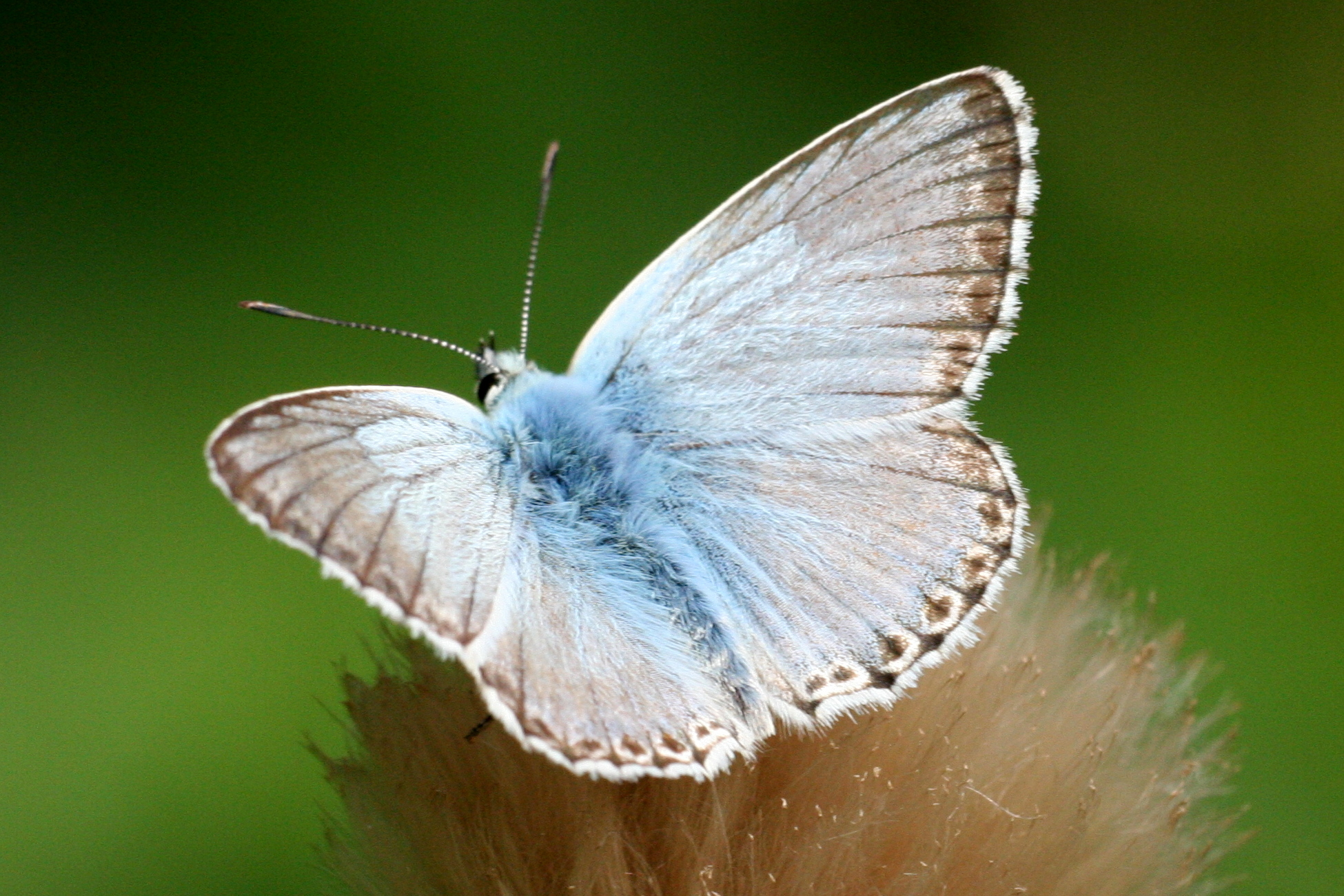
Silbergrüner Bläuling (Polyommatus coridon)

Die Heide ist reich an Schmetterlingen, zu beobachten sind der Blauäugige Waldportier aus der Familie der Edelfalter und aus der Familie der Bläulinge der Silbergrüne Bläuling, der Alexis-Bläuling, der Kleine Esparsetten-Bläuling und der Kurzschwänzige Bläuling. Die Waldränder und Hecken bieten Brutplätze zahlreicher Vögel wie z. B. für den Neuntöter.

## Wandern
Zahlreiche Wanderwege führen über die Amolterer Heide, etwa der Kirschbaumpfad von Sasbach nach Riegel, daneben auch ein Kräuterpfad.